# André Peytavin
Pour les articles homonymes, voir Peytavin.
André Peytavin (29 janvier 1926 - 3 février 1964) est un homme politique sénégalais d'origine française qui est, très jeune, plusieurs fois ministre sous la présidence de Léopold Sédar Senghor. Son décès à l'âge de 38 ans met fin à une carrière politique jugée prometteuse.

## Biographie
André Peytavin est né le 29 janvier 1926 à Brașov, une ville du centre de la Roumanie. Il passe néanmoins une partie de son enfance dans la région parisienne où sa mère est institutrice et manifeste un goût précoce pour les sciences. Après l'obtention d'un Certificat d'études supérieures en sciences physiques et naturelles, il décroche un doctorat en sciences et médecine vétérinaire en 1952.
En parallèle il s'investit dans le militantisme politique et le syndicalisme étudiant, et s'intéresse à l'Afrique. Entre 1953 et 1957 il est secrétaire général de la Fédération d'Afrique noire de la section étudiante du Mouvement républicain populaire (MRP). Il se rend alors à Dakar pour prendre la direction du Laboratoire de Biochimie physiologique et médicale au Laboratoire fédéral de l'élevage, mais s'éloigne bientôt de la recherche pour se consacrer à l'action politique et à l'engagement catholique. Il est élu secrétaire général de la fédération MRP de l'Afrique-Occidentale française (AOF).
Lorsqu'en 1957 le Sénégal se dote – en application de la loi-cadre de 1956 – d'un 
Conseil de gouvernement présidé par Pierre Lami et Mamadou Dia, André Peytavin est l'un des trois ministres chrétiens à en faire partie. La fédération MRP ayant été dissoute au moment de l'application de la loi-cadre, il se rallie le 27 mars 1957 au Bloc populaire sénégalais (BPS) , un parti récemment créé et animé par Léopold Sédar Senghor.
Celui qu'on surnomme « le Nègre-Blanc » opte pour la nationalité sénégalaise au moment de l'indépendance, en 1960. Peytavin est devenu le premier ministre des Finances du Sénégal, poste qu'il occupe d'avril 1959 à novembre 1962. À l'occasion du remaniement ministériel de novembre 1962, on lui confie un autre portefeuille, celui des Travaux publics.
Puis de nouveau, après un passage au portefeuille du travail, de décembre 1962 à décembre 1963. Il occupe enfin, de cette date à sa mort prématurée l'année suivante, le ministère du commerce, de l'industrie et de l'artisanat.
Il milite en faveur d'une monnaie unique pour l'Afrique de l'Ouest. Sa détermination conduit à l'accord de 1963, portant sur la création de l’Union monétaire ouest-africaine (UMOA).
De santé fragile, André Peytavin contracte un ictère pernicieux, auquel il succombe après une courte hospitalisation, le 3 février 1964. Le président Senghor, dont il était très proche, lui organise des funérailles nationales, l'élève à titre posthume au grade d'Officier de l'Ordre national et prononce un dernier hommage des plus élogieux.
André Peytavin repose au cimetière de Bel Air à Dakar, non loin de la tombe de Senghor et de son fils,.

## Hommages
Une avenue de Dakar et un lycée de Saint-Louis portent aujourd'hui son nom.

## Œuvres
- L'encombrement et l'avenir de la profession vétérinaire, Maison-Alfort, 1952 (thèse de doctorat)
- Discours prononcé par le Dr. André Peytavin, ministre des finances de la République du Sénégal et gouverneur du Fonds et de la Banque internationale la SFI et l'IDA 22 septembre 1962, Banque internationale la SFI et l'IDA, Washington, 1962, 5 p.
- Discours prononcé à l'occasion du vote du budget 1962-1963, le 14 juin 1962 par le Dr André Peytavin, ministre des finances du Sénégal, Ministère des finances du Sénégal, Dakar, 1962, 7 p.